# Скотт Олсон
Скотт Олсон — американський гітарист і басист.

## Біографічні дані
Навчався в Mount Si High School у Сноукволмі, Вашингтон.
У 1995—1998, 2002—2003 був учасником у рок-групі Heart. У 1996 році виступив з рок-групою Alice in Chains на MTV.
Працює з London Bridge Studios у Сіетлі.
У 2018 році стало відомо про прогресуючу деменцію в Олсона. Друзі музиканта ініціювали збір засобів для лікування.